# Sphallerocarpus
Sphallerocarpus là chi thực vật có hoa trong họ Apiaceae.